# ماکزیمم بریک

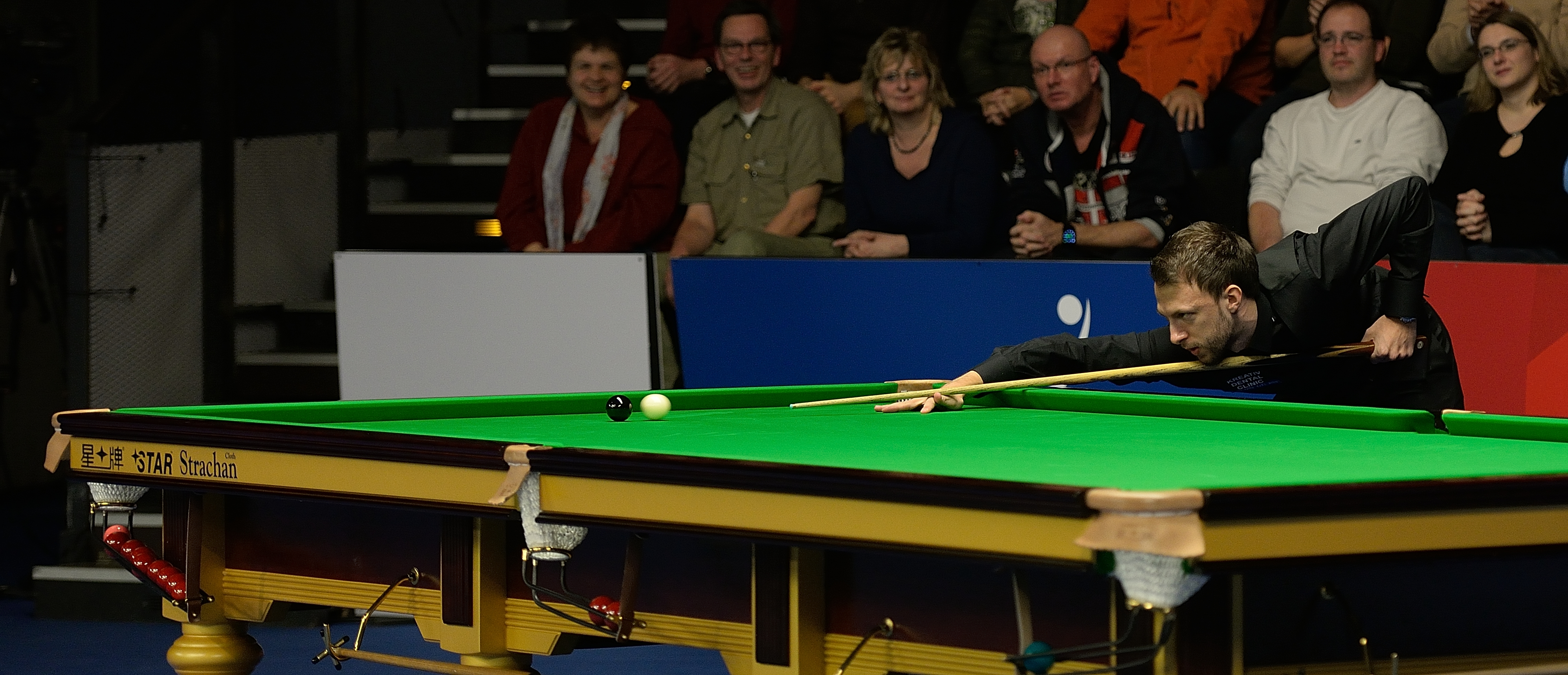
جاد ترامپ، تمام توپ‌های رنگی و آخرین توپ مشکی را با ماکزیممْ برِیک در مسترز آلمان ۲۰۱۵ به پایان می‌رساند. - فوریه ۲۰۱۵

ماکزیممْ برِیک یا بریک ۱۴۷ (انگلیسی: Maximum break) در اسنوکر به کسب بیشترین امتیاز ممکن در طول یک بریک (break: یک نوبت دربازی اسنوکر، بریک تا زمانی ادامه دارد که پاکت کردن توپ ها توسط بازیکن متوقف شود یا بازیکن مرتکب خطا شود) گفته می‌شود که با پاکت کردنِ پی‌درپیِ تمام پانزده توپ قرمز با پانزده توپ سیاه (مجموعاً ۱۲۰ امتیاز)، و سپس پاکت کردن تمام توپ‌های رنگی (۲۷ امتیاز) رخ می‌دهد. جو دیویس را به عنوان نخستین ثبت‌کنندهٔ ماکزیمم بریک (در سال ۱۹۵۵) می‌شناسند هرچند نخستین ماکزیمم بریک فیلمبرداری‌شده در یک مسابقهٔ رسمی حرفه‌ای به‌دست استیو دیویس در سال ۱۹۸۲ رقم خورد. رکورد بیشترین ماکزیمم بریک در مسابقات حرفه‌ای در اختیار رونی اسولیوان با 17 ماکزیمم بریک است. او همچنین رکورد سریع‌ترین بریک ۱۴۷ را با زمان ۵ دقیقه و ۲۰ ثانیه در اختیار دارد.